# シルベスター・キャット

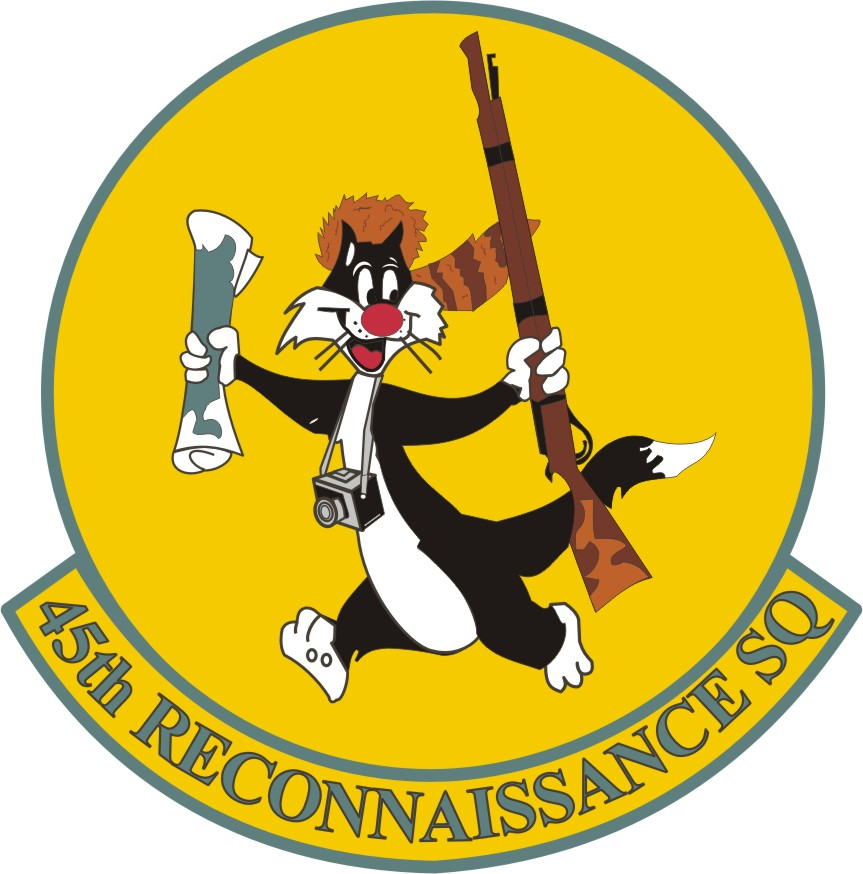
アメリカ空軍の部隊マーキングにも使われているシルベスター・キャット

シルベスター・キャット（Sylvester Cat）は、ルーニー・テューンズに登場する架空の猫。1945年公開の『Life with Feathers』でデビュー。主演作に「シルベスター&トゥイーティー ミステリー」がある。息子にはシルベスターJr.がいる。

## 人物

### 行動・役回り
日夜トゥイーティーを狙っているが、捕まえられた例はない。トゥイーティーのほうが悪知恵が圧倒的に上というのとドジな性格と不運が災いし、いくつかのパターンの話を持つがいずれも損な役回り。トゥイーティーに関わっているおかげで悪役的な扱いだが実際はそこまで悪役ではなく、いつも酷い目に遭わされているトゥイーティーとヘクターのピンチを一度は放っておこうとしたものの、良心が痛み救う等、憎めないキャラクターでもある。劇中ではトゥイーティーよりも出番が多く、実質的にシルベスターが主役ともとれる立ち位置である。
伝承通り9つの魂を持っているが劇中で命を落とすことが多々ある。魂を全部使い切ってしまったことも。ビルの屋上などから落ちてしまうときは、手にもっているものを放り投げ、諦めた顔をして、手招きのような仕草をする。
つばを飛ばす独特の破裂音でしゃべり、口癖は「スルメも逆立ち」（Suffer Succotash）。因みに『バッグス・バニーのぶっちぎりステージ』では「ウシシー」もしくは「ウシシでのー」が口癖だった。
また主演作、「シルベスター&トゥイーティー・ミステリー」で羊毛アレルギーがあることが判明している。
「ベビー・ルーニー・テューンズ」でのベビー・シルベスターは弱気だがやさしい性格。
トゥイーティーやスピーディー・ゴンザレスなどの小動物のキャラクターと絡むと、トムとジェリーやワイリー・コヨーテとロード・ランナー顔負けのドタバタ騒動に発展することが多い。その際はトムやコヨーテの役回りである。
「ルーニー・テューンズ・カートゥーンズ」ではトゥイーティー絡みではいつも通りだが、「Put the Cat Out」シリーズで久々に飼い主のポーキーと共演し、過去の共演作とは異なり、毎回外に追い出そうとするポーキーを上手く騙し、逆に追い返すという騙されやすいポーキー相手とは言え、シルベスターが相手に圧勝する珍しいシリーズがある。

### 身体的特徴
体は白と黒のツートンカラーだが、尻尾の先の色と髭の数は話によって違う。
ダブダブの足元と赤く大きい鼻はピエロを意識したデザイン。
ピンチになると火事場の馬鹿力ともいうべき超人的な身体能力を発揮し、ライオンなどの猛獣に襲われても切り抜けている。

### 性格
スピーディー・ゴンザレスのようなネズミなどの小動物には強気だが実は臆病で小心者。ポーキー・ピッグとの共演時でも、いつも震えている臆病者の子猫という役回りだが、飼い主ポーキーに危険が迫ると勇敢に体を張って救う。しかし言葉が話せないためポーキーには「ふざけている」と勘違いされてしまう。
スカンク（ペペ・ル・ピュー）、犬（ヘクター）、人（特にグラニー）、幽霊を苦手としている。またカンガルーであるヒッピティー・ホッパーを見ると「巨大ネズミだ」と勘違いする。
息子のシルベスターJr.には威厳を見せようと嘘をつき見栄を張るがそれが仇となり無茶な挑戦をする羽目になってしまう。

### 名前の由来
シルベスターという名前はヤマネコの学名であるFelis silvestrisに由来する。また『部屋の中で大バトル』（1947年　Tweety Pie）でのみシルベスターは、「トーマス」と呼ばれていたが、既にメトロ・ゴールドウィン・メイヤーのアニメーション作品トムとジェリーに「トーマス」という名が登場していたためこの名前が使われることは無くなった。

## 出演作品
- この家は誰のもの? Kitty Kornered 1946年
- 部屋の中で大バトル Tweetie Pie 1947年
- 迷惑なコンサート Back Alley Oproar 1948年
- 食うか食われるか I Taw a Putty Tat 1948年
- 居候大作戦 Kit for Cat 1948年
- 猫は負け犬 Scaredy Cat 1948年
- わういネコたん Bad Ol' Putty Tat 1949年
- 公園は楽しいわが家 Home Tweet Home 1950年
- スカーレット・パンパニケル The Scarlet Pumpernickel 1950年
- 旅はネコ連れ All A Bir-r-r-rd 1950年
- カナリヤ横丁 Canary Row 1950年
- 見え見えの見栄 Pop 'Im Pop! 1950年
- 缶詰戦争 Canned Feud 1951年
- ネコたん大騒ぎ Putty Tat Trouble 1951年
- お騒がせなお忍び客 Room and Bird 1951年
- トゥイーティ､S.O.S. Tweety's S.O.S. 1951年
- 森は楽しいトゥイーティー Tweet Tweet Tweety 1951年
- お父さんの教育 Who's Kitten Who? 1952年
- 贈り物に舌つづみ Gift Wrapped 1952年
- ネコと赤頭巾ネズミ Little Red Rodent Hood 1952年
- 犬のいぬ間に Ain't She Tweet 1952年
- 悪知恵合戦 A Bird In A Guilty Cage 1952年
- ヒーローはどっち Tree for Two 1952年
- 雪の日の出来事 Snow Business 1953年
- 赤ちゃん騒動 A Mouse Divided 1953年
- 鳥の取り違え Fowl Weather 1953年
- ネコ族の襲撃 Tom Tom Tomcat 1953年
- 欲望というあだ名のシルベスター A Street Cat Named Sylvester 1953年
- インチキヒーロー Cat Cornered 1953年
- 船上のネズミ捕り Cat's A-Weigh! 1953年
- ブルドックにご用心 Dog Pounded 1954年
- 鈴をつけるのは誰だ⁉ Bell Hoppy 1954年
- 変身の館 Dr.Jerkyl's Hide 1954年
- お化けをあばけ Claws for Alarm 1954年
- 狙われたお引越し Muzzle Tough 1954年
- 悪魔の呼び声 Satan's Waitin' 1954年
- チュー級ケーザイ講座 By Ward of Mouse 1954年
- 灯台捕り物帳 Lighthouse Mouse 1955年
- ネコの海岸物語 Sandy Claws 1955年
- ネコたん､サーカス乱入 Tweety's Circus 1955年
- シルベスター・トレック Jumpin' Jupiter 1955年
- キョーレツ・ガール A Kiddie's Kitty 1955年
- チーズはいただき Speedy Gonzales 1955年
- おばあちゃんにご用心 Red Riding Hoodwinked 1955年
- 相続ネコの悩み Heir Conditioned 1955年
- 小犬はもうたくさん Pappy's Puppy 1955年
- 笛吹きシルベスター Top Hop To Handle 1956年
- 留守にはご用心 Tweet and Sour 1956年
- トゥイーティー危機一髪 Tree Cornered 1956年
- ネズミを食えないネコ The Unexpected Pest 1956年
- ボートで楽しく Tugboat Granny 1956年
- 暗闇にドッキリ､シルベスター The Slap-Hoppy Mouse 1956年
- 小人のくつ屋 Yankee Dood It 1956年
- たのしい動物園 Tweet Zoo 1957年
- シルベスターと豆の木 Tweety and the Beanstalk 1957年
- 酔っぱらっちゃた Tabasco Road 1957年
- 鳥中毒撲滅協会 Birds Anonymous 1957年
- 動物病院の懲りない面々 Greedy For Tweety 1957年
- ネコとして生きる道 Mouse-Taken Identity 1957年
- アチチでのーシルベスター Gonzales' Tamales 1957年
- スパゲッティ・カナリヤン A Pizza Tweety Pie 1958年
- ハッとしてカナリヤ A Bird in a Bonnet 1958年
- ネコたんVSネコたん Trick or Tweet 1959年
- 鳥にウットリ､命とり Tweet and Lovely 1959年
- 本当は腰抜け Cat's Paw 1959年
- 今､そこにあるチーズ Here Today,Gone Tamale 1959年
- 悩めるシルベスター Tweet Dreams 1959年
- 宇宙の英雄ゴンザレス West of the Pesos 1960年
- 父ちゃんの意地 Goldimouse and the Three Cats 1960年
- 小鳥ちゃんは殺人鬼 Hyde and Go Tweet 1960年
- 仲良しはライバル!? Mouse and Garden 1960年
- 世界グルメ一周 Trip For Tat 1960年
- 宿命のライバル Cannery Woe 1961年
- ホップ!ステップ!カンガルー Hoppy Daze 1961年
- 父ちゃんをだませ! Birds of a Father 1961年
- イヌネコ大脱走 D' Fightin' Ones 1961年
- 戦場のメッセンジャー The Rebel Without Claws 1961年
- グアダルーペの笛吹き男 The Pied Piper of Guadalupe 1961年
- 良心のささやきThe Last Hungry Cat 1961年
- 楽しいな⁉水族館 Fish and Slips 1962年
- 空飛ぶ鳥かご The Jet Cage 1962年
- ドタバタ缶づめ工場 Chili Weather 1963年
- 親子でドンドン Claws in the Lease 1963年
- 病院へ行こうでの Freudy Cat 1964年
- ハワイアン・ホリデー Hawaiian Aye Aye 1964年
- 小よく大を制しちゃう Cats and Bruises 1965年
- 勝利は誰の手に The Wild Chage 1965年
- クリスマス・キャロル Bugs Bunny's Christmas Carol 1979年
- キャロットブランカ Carrotblanca 1995年

### テレビ番組
- 『タイニー・トゥーンズ』Tiny Toons Adventures（1990年～1995年）
- 『ベビー・ルーニー・テューンズ』Baby Looney Tunes（2003年～2005年）
- 『シルベスター&トゥイーティー ミステリー』Sylvester & Tweety Mysterys（1995年～2002年）
- 『ルーニー・テューンズ・ショー』The Looney Tunes Show（2011年～2014年）
- 『新 ルーニー・テューンズ』New Looney Tunes（2015年～2020年）
- 『ルーニー・テューンズ・カートゥーンズ』Looney Tunes Cartoons（2020年～）
- 『バッグス・バニー ビルダーズ』Bugs Bunny Builders（2022年～）

### 長編作品
- 『ロジャー・ラビット』Who Farmed Roger Rabbit 1988年
- 『スペース・ジャム』Space Jam 1996年
- 『ルーニー・テューンズ:バック・イン・アクション』 Looney Tunes:Back In Action 2003年
- 『スペース・プレイヤーズ』 Space Jam:A New Legacy 2021年

## 声優

### 原語版担当者
- メル・ブランク（1945年から1989年）
- ジョー・アラスカイ（1990年から2016年）
- ジェフ・バーグマン（Bugs Bunny's Overtures to Disaster出演時、ファミリー・ガイへの客演時）
- ビル・ファーマー（スペース・ジャム出演時）
- ジェフ・ベネット（Museum Scream出演時）
- パット・ピニー（ロボット・チキン客演時）

### 日本語版吹き替え
- 青野武（「バックス・バニーのゆかいな仲間たち」スペシャル）
- 納谷六朗（ヘラルド・ポニー版）
- 江原正士（「ぶっちぎりステージ」以降（担当声優は同じだが旧版と新版の吹き替えではしゃべり方が違う））
- 石森達幸（「ロジャー・ラビット」）
- 矢薙直樹（「ベビー・ルーニー・テューンズ」のベビー・シルベスター）

## 他メディアにて
映画Kitten with a whipでは、彼の出演作である"Canned Feud"がテレビ放送される場面がある。
『ロボット・チキン』の"Illegal Alien Problems"ではパット・ピニーが声を当てた。過去に様々なエイリアンを撃退してきたアーノルド・シュワルツェネッガーが、メキシコから不法入国エイリアン（外国人）への対抗策として、高性能のフェンスと高い訓練を積んだ警備員シルベスター・キャットを紹介するが、フェンスに隙間があったためスピーディ・ゴンザレス（メキシコ人のステレオタイプ）に安々と通り抜けられた。
『ロジャー・ラビット』へカメオ出演した時は、ドゥーム判事（演：クリストファー・ロイド）の正体について、2通りの意味にとれるジョークを言った。
『スペース・ジャム』出演時はTuneSquadの一員として出場した。このときのユニフォームの番号は9。隙あらばトゥイーティーを食べようとするがバッグスの策で自信をつけたことでMONSTERSのメンバーのズボンを奪い、妨害したり、飼い主のポーキーやフォグホーンとチームを組むなどの活躍を見せた。
『ルーニー・テューンズ：バック・イン・アクション』でも姿は確認できるが、実際はミスター・スミスの変装である。
『スペース・プレイヤーズ』の序盤では長年の夢であった宿敵のトゥイーティーを食べることに成功していたことが判明し、彼の発言によると相当長い間お腹の中にいた様子。しかし、事情を知り、体内から吐き出し、マイケル・ジョーダンを探そうとするなど前作に比べて目立った活躍はしなかったが夢を叶えたこともあり、『スペース・ジャム』よりも協調性を見せており、本編では敵対することが多かったグラニーと仲良くする場面があった。
『ファミリー・ガイ』のある回では、ピーターが、外国人シルベスターがスピーディー・ゴンザレスを捕まえようとしているという意図を隠すために作った新しいスピーディ・ゴンザレスのアニメを作る。なお、このときのシルベスターの声はジェフ・バーグマン。

## 日本でのCM起用
- 東海　Vesta（ライターのブランド）使い捨てカイロ（1980年代）